# Disneyland Dream
Disneyland Dream is een Amerikaanse amateurfilm uit 1956. De opnamen werden gemaakt door de familie Barstow, die hun reis filmde naar het toen net geopende Disneyland. In de film verschijnt enkele minuten de komiek Steve Martin in beeld, die toen in het pretpark werkte. In 1995 werd er geluid aan de 8mm-film toegevoegd. De film, die ongeveer een half uur duurt, werd in 2008 opgenomen in het National Film Registry.